# Xavier Musca
Xavier Musca (* 23. Februar 1960 in Bastia, Département Haute-Corse auf Korsika) ist ein französischer Ministerialbeamter und Wirtschaftsfachmann, zuletzt Generalsekretär (secrétaire général), also ranghöchster Beamter des Élysée-Palastes, der Behörde des französischen Staatspräsidenten. Er ist Aufsichtsratsvorsitzender der größten Vermögensverwaltung Europas, Amundi S.A. mit 1,5 Billionen Euro Kundengeldern.

## Herkunft und Ausbildung
Musca ist der Sohn eines Beamten der früheren PTT (staatliche Post). Er wuchs in Vico auf, einem Dorf nahe der Westküste der Insel, wo er Marie-Dominique Culioli kennenlernte, die spätere erste Frau des ehemaligen Staatspräsidenten Nicolas Sarkozy. Musca studierte zunächst an der Elitehochschule Sciences Po, wo Nicolas Sarkozy sein Mitstudent war. Anschließend besuchte er die Verwaltungshochschule ENA. Dort bestand er 1985 seine Abschlussprüfung. 

## Karriere
1989 kam er ins Finanzministerium. 1990 verhandelte er unter Jean-Claude Trichet um den Maastricht-Vertrag. Ab 1993 war er Berater bei Premierminister Édouard Balladur. 2002 wurde er Kabinettschef des neuen Finanzministers Francis Mer, 2004 wurde er Generaldirektor im Finanzministerium für die Abteilung Trésor. Dort war er Präsident des Pariser Clubs, verhandelte im Rahmen des Internationalen Währungsfonds und der Weltbank. 
2009 wurde Musca stellvertretender Generalsekretär im Präsidialamt unter Claude Guéant. Am 27. Februar 2011 folgte er diesem nach. Mit dem Ende der Amtszeit von Nicolas Sarkozy schied auch Musca am 15. Mai 2012 aus seiner Funktion aus. Seine Position im Elysée-Palast entsprach etwa dem Chef des Bundeskanzleramtes in Deutschland.
Zu seinem Nachfolger wurde Pierre-René Lemas nominiert. 
Musca wurde stellvertretender Generaldirektor der Crédit Agricole.